# Otfried Wlotzke
Otfried Wlotzke (* 21. Januar 1926 in Landsberg an der Warthe; † 28. Mai 2018 in Rheinbach) war ein deutscher Jurist und Hochschullehrer.

## Werdegang
Wlotzke wurde 1954 mit der Arbeit Das Günstigkeitsprinzip im Verhältnis des Tarifvertrages zum Einzelarbeitsvertrag und zur Betriebsvereinbarung in an der Universität Göttingen promoviert.
Wlotzke war ab 1958 im Bundesministerium für Arbeit und Sozialordnung tätig – von 1977 bis zum Eintritt in den Ruhestand 1991 als Ministerialdirektor und Abteilungsleiter. Seit 1984 war er zudem Honorarprofessor an der Universität Bochum.
Er war Herausgeber mehrerer Standardwerke zum Arbeitsrecht.

## Veröffentlichungen (Auswahl)
- Das Günstigkeitsprinzip im Verhältnis des Tarifvertrages zum Einzelarbeitsvertrag und zur Betriebsvereinbarung. Heidelberg 1957: Verl.-Ges. Recht u. Wirtschaft (zugl. Diss. Univ. Göttingen 1954).
- mit Hans Reichel: Tarifvertragswesen und Tarifrecht. Stuttgart 1961: Kohlhammer.
- mit Armin Volze: Dienstverhältnis und Arbeitsverhältnis: Erläuterungen zu §§ 611 – 630 BGB. Stuttgart 1962: Kohlhammer.
- mit Karl Fitting/Hellmut Wißmann: Mitbestimmungsgesetz: Kommentar. München 1976: Vahlen. ISBN 978-3-8006-0600-9.
- mit Rolf Schwedes/Martin Lorenz: Das neue Arbeitsgerichtsgesetz 1979: Erläuterungen zu den geänderten Vorschriften. Düsseldorf/Frankfurt am Main 1979: Handelsblatt-GmbH, Verlag für Wirtschaftsinformation.
- Betriebsverfassungsgesetz: Erläutert von Otfried Wlotzke, 2., neubearb. Aufl. München 1992: Beck. ISBN 978-3-406-35965-1.

## Ehrungen
- 1990: Ernennung zum Ehrenmitglied des Deutschen Arbeitsgerichtsverbands[3]
- 1991: Großes Verdienstkreuz der Bundesrepublik Deutschland
- 1996: Festschrift: Rudolf Anzinger/Rolf Wank (Hrsg.): Entwicklungen im Arbeitsrecht und Arbeitsschutzrecht: Festschrift für Otfried Wlotzke zum 70. Geburtstag. München 1996: Beck. ISBN 978-3-406-40140-4.